# Des fleurs pour un caméléon
Albums de Lio
Cancan
(1988) Wandatta
(1996)
Des fleurs pour un caméléon est le sixième album studio de la chanteuse Lio, sorti en 1991.
L'album est enregistré dans un registre rock, mis à part The Girl From Ipanema de type house.
Malgré une collaboration prestigieuse avec Étienne Daho et de bonnes critiques, l'album est un échec commercial. Les rapports entre Lio et Daho se compliquent pendant la création de l'album : elle est souvent contrainte de s'absenter pour des raisons professionnelles, lui disparaît une fois la musique terminée. Finalement, un budget limité est octroyé à la promotion.
Il a été réédité chez ZE Records en 2005, agrémenté de titres bonus.

## Titres
| No | Titre                                                          | Paroles                            | Musique              | Durée |
| -- | -------------------------------------------------------------- | ---------------------------------- | -------------------- | ----- |
| 1. | Je me tords                                                    | Jacques Duvall                     | Jérôme Soligny       | 3:48  |
| 2. | C'est ma chance                                                | Étienne Daho                       | Nick North           | 3:53  |
| 3. | L'Autre Joue                                                   | Jacques Duvall                     | Jérôme Soligny       | 5:10  |
| 4. | Qui m'aime me suive (Titre original : Don't Give Me Up)        | Lyn Byrd                           | Nicholas West        | 3:56  |
| 5. | Chanson pour caméléon                                          | Étienne Daho                       | Alain Whyte          | 3:06  |
| 6. | The Girl from Ipanema                                          | Vinícius de Moraes - Norman Gimbel | Antônio Carlos Jobim | 6:10  |
| 7. | Le Seul Cœur que je brise (Titre original : Bright Blue Night) | Laurie Mayer                       | Laurie Mayer         | 4:31  |
| 8. | L'amour est lent                                               | Benjamin Minimum                   | Jérôme Soligny       | 3:01  |
| 9. | Les Voyages immobiles                                          | Étienne Daho                       | Helen Turner         | 3:15  |

| 10. | L'autre joue (L'autre Mix Long Version) | 6:22 |
| 11. | The Girl from Ipanema (Gota Remix)      | 6:22 |
| 12. | The Girl from Ipanema (Radio Mix)       | 4:25 |
| 13. | L'autre joue (Single Alternative Mix)   | 4:40 |
| 14. | The Girl from Ipanema (Dub Mix)         | 4:11 |

## Singles
- The Girl from Ipanema - 1990
- L'autre joue - 1991